# 二つのヘソを持った女
『二つのヘソを持った女』（ふたつのへそをもったおんな、英語: The Woman Who Had Two Navels）は、フィリピンの国際的小説家であるニック・ホアキンによって、1961年に執筆された英語小説である。この作品は、フィリピンの古典文学として知られており、第一回ハリーストーンヒル賞を受賞した。 
自身に２つのヘソを持つという幻覚を持つマニラのエリートフィリピン人女性と、香港で出会う亡命フィリピン人たちの交流が描かれる。

## 主題
当作は、第二次世界大戦後のフィリピンを舞台に、フィリピンの過去がポストコロニアル期に与えた影響を文学的に評価したものである。登場人物たちは、フィリピンとフィリピンにルーツを持つ遺産をめぐる考察と、フィリピン人というアイデンティティに向き合い、それぞれの方法で祖国フィリピンを再解釈する。

## 登場人物
主人公のコニー・エスコバルとその母、マノロ・ヴィダル夫人、エステバン、ボロメオなどマニラに拠点を置くエリートフィリピン人の他、パコ・テキセイラ、ペペ・モンソンなど、第二次世界大戦の勃発や対米ゲリラへの参加をきっかけに香港に亡命したフィリピン人が登場する。
コニー・エスコバル
マニラのエリート家庭に生まれた主人公のフィリピン人女性。夫はマチョ・エスコバル。文芸評論家のエピファニオ・サン・フアンはコニーについて、自信のない男性が利益を得るために女性を利用する社会規範や、母親との疎遠な関係性に苦しむ人物であると指摘している。
マノロ・ヴィダル
コニーの母。マニラの豪邸に住むエリートフィリピン人女性。
サン・フアンは彼女について、かつてスペイン人の神権政治を批判していたが、次第に植民地主義者に従い傀儡と化したフィリピンの民族主義的ブルジョワジーを体現したものであると指摘している。
マチョ・エスコバル
コニーの夫。砂糖農園の地主を務めている。
パコ・テキセイラ
香港で暮らすフィリピンとポルトガルのハーフ。メアリ・テキセイラと婚約している。
バンドリーダーをしており、ライブのためにマニラを訪れた際、ヴィダル夫人やコニーと面識を持つ。
ペペ・モンソン
香港で馬の獣医として働いている。弟のトニーは神学校でローマ・カトリックについて学ぶ。リタ・ロペスと婚約している。
父はかつて医者としてフィリピンで働き、アギナルド将軍と共にゲリラを組織し、アメリカの植民地支配に抵抗した。しかし、父は香港に亡命し、ペペやトニーは香港で育ったため、フィリピンに訪れたことはない。